# Pseudolasius leopoldi
Pseudolasius leopoldi är en myrart som beskrevs av Santschi 1932. Pseudolasius leopoldi ingår i släktet Pseudolasius och familjen myror. Inga underarter finns listade i Catalogue of Life.